# (4167) Riemann
(4167) Riemann (1978 TQ7) – planetoida z pasa głównego asteroid okrążająca Słońce w ciągu 4,15 lat w średniej odległości 2,58 j.a. Odkryta 2 października 1978 roku.